# Remy Ma
Remy Ma, pseudonimo di Reminisce Mackie, nata Reminisce Smith (New York, 30 maggio 1980), è una rapper statunitense.

## Biografia
Remy è cresciuta a Castle Hill Projects nel Bronx, esposta all'abuso di droghe della sua famiglia già in tenera età. È stata costretta a prendersi cura dei suoi fratelli e sorelle più piccoli quando era ancora molto giovane.

## Carriera

### 2004-2006: Gli inizi eThere's Something About Remy: Based on a True Story
La sua reputazione si diffuse nel Bronx, arrivando ad ottenere l'attenzione di Big Pun. Dopo un incontro e una sessione di freestyle, Pun decise di prendere Reminisce sotto la sua ala protettrice e divenne il suo mentore. Ha dato il via alla sua carriera rap con il nome di "Remy Martin" nell'album di Big Pun Yeeeah Baby, dove ha collaborato nelle tracce Ms. Martin e You Was Wrong.
Dopo la morte di Big Pun, il rapper Fat Joe ha firmato un contratto con Remy per la sua etichetta discografica gestita da SRC e Universal, dove è diventata un membro del gruppo hip hop di Fat Joe, Terror Squad. È apparsa nel loro secondo e ultimo album, True Story, pubblicato il 27 luglio 2004. Il loro singolo, Lean Back, è stato in cima alla Billboard Hot 100 per tre settimane dal 21 agosto 2004 ed ha ottenuto una nomination ai Grammy Awards, la prima per Remy Ma.
Il 7 febbraio 2006, Remy ha pubblicato il suo album in studio di debutto, There's Something About Remy: Based on a True Story, supportato dai singoli Whuteva, Conceited e Feels So Good. L'album è stato un successo per quanto riguarda la critica musicale, tuttavia una delusione finanziariamente, vendendo 37.000 unità nella prima settimana e 158.000 unità entro il primo anno. Remy era frustrata dal modo in cui l'album era stato promosso dalla Universal e le tensioni tra lei e l'etichetta hanno causato una separazione artistica tra Ma e Fat Joe. Remy così abbandona l'etichetta e la Terror Sqad.

### 2007-2014: La detenzione e i mixtape
Nel 2007 è stata arrestata dopo essere stata coinvolta in una rissa e poi è stata condannata nel 2008 con l'accusa di aggressione, possesso illegale di armi e tentata corruzione. In carcere ha sposato, sempre nel 2008, il rapper Papoose. È stata rilasciata nell'agosto 2014 dopo sei anni di detenzione. Il 31 ottobre dello stesso anno ha pubblicato il mixtape I'm Around. Il 28 aprile 2015 ha invece pubblicato una compilation, Remy on the Rocks, che raccoglie varie tracce contenute nei mixtape precedenti.

### 2015-2017:Love & Hip HopePlata o plomo
Il 7 luglio 2015, Ma ha annunciato che si sarebbe unita al cast del reality televisivo Love & Hip Hop: New York per la sesta stagione, insieme al marito Papoose. Ha continuato a partecipare allo show come anche nelle stagioni sette, otto, nove e dieci, oltre a recitare nello spin-off del programma Remy & Papoose: Meet the Mackies e in altre edizioni speciali del programma di VH1.
Nel 2016, Fat Joe ha rivelato che lui e Remy Ma avrebbero pubblicato un album in collaborazione. Il 2 marzo 2016, l'album è stato ufficialmente annunciato con il titolo di Plata o plomo, ("soldi o proiettili" in spagnolo). Il primo singolo dell'album, All the Way Up, è stato pubblicato lo stesso giorno dell'annuncio. Il singolo è stato un successo, certificandosi doppio disco di platino negli Stati Uniti e ottenendo due nomination ai Grammy Awards. In Italia è certificato disco d'oro. Plata o plomo ha debuttato al numero 44 della Billboard 200 con 11.158 unità vendute durante prima settimana dalla pubblicazione. L'album ha ricevuto recensioni generalmente favorevoli dalla critica musicale, nonostante un tiepido successo commerciale.
Il 20 agosto 2017, Remy ha aperto un negozio di abbigliamento femminile, Conceited a Raleigh.

### 2017-presente: Il secondo album in studio
Il 16 novembre 2017, la rapper ha pubblicato Wake Me Up, il primo singolo estratto dal suo prossimo album, 7 Winters, 6 Summers. Presenta la collega rapper Lil' Kim in un campione del brano Queen Bitch della stessa Lil' Kim contenuto nell'album Hard Core del 1996. Il 19 gennaio 2018, Remy ha pubblicato il secondo singolo dell'album, intitolato Melanin Magic, con la partecipazione di Chris Brown e con un campione di Breakin 'My Heart (Pretty Brown Eyes) singolo dei Mint Condition. Il 26 aprile 2018, ha invece pubblicato la canzone Company con la partecipazione del rapper statunitense A Boogie wit da Hoodie. Il 12 giugno 2018, ha pubblicato New Thang, con il rapper French Montana, brano incluso nella colonna sonora del film Uncle Drew.

## Vita privata
Smith ha sposato Shamele Mackie, meglio noto con il nome di Papoose, nel febbraio 2016. La coppia aveva intenzione di sposarsi mentre Remy era incarcerata nel 2008, ma il matrimonio è stato annullato dopo che la polizia ha bandito il marito dal carcere per aver tentato di introdurre una chiave nell'edificio.
Remy Ma ha un figlio da una precedente relazione, così come i tre figli di Papoose. La coppia ha avuto il primo figlio, Reminisce Mackenzie, il 14 dicembre 2018.

## Controversie

### Nicki Minaj
La faida tra Nicki Minaj e Remy è nata nel 2007, quando la Minaj ha pubblicato il freestyle Dirty Money, estratto dal suo mixtape Playtime Is Over . Nella traccia, la rapper recita: "Di' a quella puttana con la corona di farlo funzionare (in inglese run it: è un gioco di parole) come Chris Brown / ha vinto tre round, mi servono cento mila (dollari, ndr) / come 'Chinatown' - le femmine faranno meglio a inchinarsi / oh non lo sai, scommetto che le puttane ora lo sanno / cazzo ho una pistola - falle sapere che sono la numero uno". Secondo quanto riferito, la Minaj non ha mai confermato o negato che la canzone riguardasse Remy Ma, tuttavia, quest'ultima ha affermato in un'intervista del 2010: "Ancora oggi sento che (la canzone) è una pugnalata contro di me; risponderò con un dissing alla Minaj". Nonostante entrambe abbiano condiviso parole di incoraggiamento, la loro relazione si è presto inasprita, e hanno iniziato a pubblicare versi e canzoni con testi rivolti l'una all'altra, tra cui Money Showers di Ma in collaborazione con Fat Joe e Make Love di Gucci Mane con la partecipazione della Minaj.
Il 25 febbraio 2017, Ma ha pubblicato la canzone Shether, una diss track che contiene una serie di accuse riguardanti la vita personale e professionale della Minaj. Ha in seguito pubblicato un'altra traccia in cui la accusa intitolata Another One.
Il 3 marzo 2017 a The Wendy Williams Show, Ma ha accusato Minaj di "cercare di tenerla lontana dai red carpet" e di "cercare di assicurarsi che i premi non vengano assegnati a lei". Una settimana dopo, in un'intervista ospitata da BuzzFeed, Remy Ma ha dichiarato di avere avuto dei ripensamenti sulla pubblicazione della diss track e ha parlato delle difficoltà dell'essere donna nell'industria musicale. La Minaj successivamente ha risposto con la canzone No Frauds, in cui accusa Remy di diffondere falsità.
Il 12 giugno 2017, la rapper è salita sul palco del Summer Jam Festival. Durante la sua esibizione, ha chiamato sul palco Queen Latifah, Young M.A., Lil 'Kim, MC Lyte, Lady of Rage e Cardi B mentre veniva riprodotta U.N.I.T.Y.. Dopo che il gruppo ha lasciato il palco, Remy si è lanciata in un'esibizione di Shether, mentre le foto di Nicki Minaj venivano esposte sullo schermo dell stage dietro di lei.

## Discografia

### Album in studio
- 2006 – There's Something About Remy: Based on a True Story
- 2017 – Plata o plomo (con Fat Joe)

### Mixtape
- 2005 – Most Anticipated
- 2007 – The BX Files
- 2007 – Shesus Khryst
- 2008 – BlasRemy
- 2014 – I'm Around

### Singoli

#### Come artista principale
- 2002 – Monster (feat. Swizz Beatz)
- 2005 – Whuteva
- 2005 – Conceited (There's Something About Remy)
- 2006 – Feels So Good (feat. Ne-Yo)
- 2016 – All the Way Up (con Fat Joe feat. French Montana e Infared)
- 2016 – Cookin (con Fat Joe e French Montana feat. RySoValid)
- 2016 – Money Showers (con Fat Joe feat. Ty Dolla Sign)
- 2017 – Heartbreak (con Fat Joe feat. The-Dream)
- 2017 – Shether
- 2017 – Wake Me Up (feat. Lil' Kim)
- 2018 – Melanin Magic (feat. Chris Brown)
- 2018 – Company (feat. A Boogie wit da Hoodie)

#### Come artista ospite
- 2001 – Ante Up (Remix) (M.O.P. feat. Busta Rhymes, Tephlon & Remy Ma)
- 2005 – Girlfight (Remix) (Brooke Valentine feat. Lil Jon, Da Brat, Remy Ma e Miss B)
- 2006 – Where da Cash At (Curren$y feat. Lil Wayne e Remy Ma)
- 2010 – Bucket Naked (Remix) (Papoose feat. Remy Ma)
- 2013 – Whats My Name (Papoose feat. Remy Ma)
- 2014 – Ice Cream (Audrey Rose feat. Remy Ma e Fetty Wap)
- 2015 – She Don't Like Me (Remix) (Ron Browz feat. Remy Ma)
- 2015 – Crown Me (Billy Bangles feat. Remy Ma)
- 2015 – DJ Absolut Freestyle (DJ Absolut feat. Remy Ma)
- 2016 – 4 da Win (N.O.R.E. feat. Memphis Bleek e Remy Ma)
- 2016 – Black Love (Remix) (Papoose feat. Remy Ma)
- 2016 – Wait a Minute (Remix) (PHRESHER feat. Remy Ma e 50 Cent)
- 2016 – FAB. (JoJo feat. Remy Ma)
- 2017 – You (Keyshia Cole feat. Remy Ma e French Montana)
- 2017 – I Don't (Remix) (Mariah Carey feat. Remy Ma e YG)
- 2017 – East Coast (ASAP Ferg feat. Remy Ma)

## Filmografia
- Regina del Sud (Queen of the South) – serie tv, episodio 5x03 (2018)

## Programmi televisivi
- Love & Hip Hop: New York, reality tv (2015-presente)
- Remy & Papoose: A Merry Mackie Holiday, reality tv (2017)
- Hip Hop Squares, game show – episodi 11x01, 1x02 (2017-18)
- State of The Culture – 17 episodi (2018-19)
- Remy & Papoose: Meet the Mackies, reality tv (2018)

## DVD
- Remy Ma: From the Grind to the Glamour (2006)
- Shesus Khryst (2007)
- INDUSTRY VS. THE STREET: 5 MOST DANGEROUS HOODZ - JIM JONES / CHAMILLIONAIRE / REMY MA / FREEWAY